# Munneurycope persephone
Munneurycope persephone är en kräftdjursart som beskrevs av Mursch, Brenke och Johann-Wolfgang Wägele 2008. Munneurycope persephone ingår i släktet Munneurycope och familjen Munnopsidae. Inga underarter finns listade i Catalogue of Life.